# Özge Gürel
Özge Gürel (* 5. Februar 1987 in Istanbul) ist eine türkische Schauspielerin tscherkessischer Abstammung.

## Leben und Karriere
Gürel wurde am 5. Februar 1987 in Istanbul geboren. Ihr Vater ist tscherkessischer Abstammung, während ihre Familie mütterlicherseits aus Thessaloniki stammt. Sie studierte an der Beykent Üniversitesi, aber brach das Studium ab. Anschließend nahm sie Schauspielunterricht. Ihr Debüt gab sie 2010 in der Fernsehserie  Kızım Nerede?. 2014 bekam sie die Hauptrolle in  Kiraz Mevsimi. Außerdem spielte sie die Hauptrolle in der Serie Yıldızlar Şahidim. Unter anderem trat Gürel 2017 in Dolunay auf. 2020 war sie in Bay Yanlış zu sehen.

## Filmografie
Filme
- 2014: Bizum Hoca
- 2017: Organik Aşk Hikâyeleri
- 2017: İlk Öpücük
- 2018: Börü
- 2019: Annem
- 2020: Kar Kırmızı

Serien
- 2010–2011: Kızım Nerede?
- 2011: Ve İnsan Aldandı
- 2012: Huzur Sokağı
- 2013–2014: Muhteşem Yüzyıl
- 2014: Medcezir
- 2014–2015: Kiraz Mevsimi
- 2017: Yıldızlar Şahidim
- 2017: Dolunay
- 2018–2019: Muhteşem İkili
- 2020: Bay Yanlış
- 2022: Hayaller ve Hayatlar
- seit 2022: Sipahi